# مایکلسون ۲۷۷۵۸
سیارک ۲۷۷۵۸ (به انگلیسی: 27758 Michelson، نامگذاری:1991RJ4) بیست و هفت هزار و هفتصد و پنجاه و هشتمین سیارک کشف شده‌است که در ۱۲ سپتامبر ۱۹۹۱ کشف شد.